# Zandschan (Verwaltungsbezirk)
Zandschan (persisch شهرستان زنجان) ist ein Schahrestan in der Provinz Zandschan im Iran. Er enthält die Stadt Zandschan, welche die Hauptstadt des Verwaltungsbezirks ist. 

## Demografie
Bei der Volkszählung 2016 betrug die Einwohnerzahl des Schahrestan 521.302. Die Alphabetisierung lag bei 87 Prozent der Bevölkerung. Knapp 83 Prozent der Bevölkerung lebten in urbanen Regionen.
| Zensusjahr | Einwohnerzahl |
| ---------- | ------------- |
| 2011       | 486.495       |
| 2016       | 521.302       |